# 原木 (市川市)
原木（ばらき）は千葉県市川市の地名である。旧東葛飾郡原木村。2010年12月現在は、住居表示が実施されている。現行行政地名は原木一丁目から原木四丁目と原木（丁目なし、住居表示が実施されていない）。郵便番号は272-0004。

## 地理
市川市東南部に位置する。北で船橋市本郷町、北から東にかけて二俣及びその飛地、南東で二俣新町、南で高谷新町、西で高谷、北西で船橋市本中山と隣接する。南側は「西浜地区」とも呼ばれ、21世紀になってから区画整理がされ、工場や倉庫、企業が立ち並ぶようになった。
二丁目も区画整理することが考えられている。

### 河川
- 真間川 - 東部を南流する。

## 歴史
江戸時代は天領として行徳領の一部に組み込まれ、幕府に献上する塩の生産が盛んであったが、度々水害の被害にあい、特に寛政3年(1791年)におきた津波（史料上の表記では津波と称されているが、実際は高潮か江戸川の氾濫と見られている）では百人以上の村人が犠牲となった。
明治22年(1889年)、周辺の13カ村と合併し、以降は行徳町の大字となる。

### 地名の由来
地名の由来は荒地（ばらち）の意味や単にとげのある木の生える地の両方から来ていたと言われる。

## 世帯数と人口
2017年（平成29年）9月30日現在の世帯数と人口は以下の通りである。
| 町丁・丁目 | 世帯数    | 人口    |
| ---------- | --------- | ------- |
| 原木       | 44世帯    | 82人    |
| 原木一丁目 | 2,598世帯 | 4,691人 |
| 原木二丁目 | 840世帯   | 1,460人 |
| 原木三丁目 | 1,586世帯 | 3,297人 |
| 原木四丁目 | 197世帯   | 461人   |
| 計         | 5,265世帯 | 9,991人 |

## 小・中学校の学区
市立小・中学校に通う場合、学区は以下の通りとなる。
| 丁目・町丁 | 番地                 | 小学校             | 中学校             |
| ---------- | -------------------- | ------------------ | ------------------ |
| 原木一丁目 | 全域                 | 市川市立信篤小学校 | 市川市立高谷中学校 |
| 原木二丁目 | 全域                 | 市川市立信篤小学校 | 市川市立高谷中学校 |
| 原木三丁目 | 全域                 | 市川市立二俣小学校 | 市川市立高谷中学校 |
| 原木四丁目 | 全域                 | 市川市立二俣小学校 | 市川市立高谷中学校 |
| 原木       | 991～1004 2506～2553 | 市川市立二俣小学校 | 市川市立高谷中学校 |
| 原木       | 1854～2505           | 市川市立信篤小学校 | 市川市立高谷中学校 |

## 交通

### 鉄道
東京地下鉄東西線及び JR東日本京葉線が通るが駅は置かれていない。域外の原木中山駅・二俣新町駅・西船橋駅が利用できる。

### 道路
- 京葉道路（原木インターチェンジ）
- 千葉県道179号船橋行徳線
- 千葉県道180号松戸原木線

## 通関業務
当地にはかつて東京エアカーゴシティターミナルが所在し、新東京国際空港（現・成田国際空港）経由で輸出入する貨物のうち、急を要しないものについては同所で通関が行われていた。しかし、1996年（平成8年）3月に規制緩和が行われ、一般の貨物が成田空港で通関できるようになった結果、同所の取り扱いシェアは急激に低下し、同社は2003年（平成15年）9月をもって解散された。
その名残として、千葉県は本来横浜税関の管轄であるが、市川市原木は2018年現在も東京税関の管轄となっていて、当地に東京航空貨物出張所が所在する。また、日本通運、近鉄エクスプレスなどのエア・フレイト・フォワーダー各社の物流施設が原木に置かれている。